# غيلوم بورن
غيلوم بورن (بالفرنسية: Guillaume Borne)‏ (مواليد 12 فبراير 1988 في كاسترس - فرنسا) لاعب كرة قدم فرنسي يلعب حاليا لصالح نادي الدرجة الأولى بولوني الفرنسي منذ 2009 في مركز قلب الدفاع .

## روابط خارجية
- غيلوم بورن على موقع رابطة كرة القدم الفرنسية للمحترفين (الإنجليزية)
- غيلوم بورن على موقع قاعدة بيانات كرة القدم.إي يو (الإنجليزية)
- غيلوم بورن على موقع ليكيب (الفرنسية)
- غيلوم بورن على موقع Soccerway.com (الإنجليزية)